# Жан-Франсоа Мије
Жан-Франсоа Мије (фр. Jean François Millet; Гриши код Шербура, 4. октобар 1814 — Барбизон, 20. јануар 1875) је био француски сликар и графичар и један од најзначајнијих представника Барбизонске школе.
У његовом раном раду заступљене су митолошке, библијске и галантне теме а приказе сељачке свакодневице, по чему је и најпознатији слика од 1840-их година. Придружио се Барбизонској школи али није прихватио њихово сликарство на отвореном простору (плен ер). Иако је на својим сликама приказивао тежак рад сељака на њима нема никакве социјалне критике (Сакупљачице класја, 1857).
Предност је давао пригушено тамним, мрким и сивим тоновима па на његовим сликама претежно влада меланхолично расположење. Шездесетих година 19-ог века у први план ступа сликарство пејзажа при чему слика Пролеће настала између 1868. и 1873. показује извесну блискост Мијеа са импресионистима. Значајни су и његови пастели и цртежи.

## Галерија
- Сакупљачице класја
- Пролеће
- Шумски радници са пилом за дрво
- Пастирка
- Сакупљачице грања
- Портрет Арман Оно
- Ангелус
- Ноћни лов на птице
- Жена пече хлеб
- Сејач